# Oratorio dei Santi Giovanni Battista e Ludovico di Tolosa
L'oratorio dei Santi Giovanni Battista e Ludovico di Tolosa, denominato spesso anche Oratorio Visconteo, è un edificio religioso che sorge al centro del comune di Albizzate, in provincia di Varese, accanto alla chiesa parrocchiale di Sant'Alessandro Martire. Fu costruito per volontà dei Visconti di Albizzate che qui si stabilirono e fecero costruire una residenza castellana nel XIV secolo.

## Architettura e apparato pittorico
Il piccolo edificio presenta una facciata a capanna con oculo al centro ed è costituito da un'unica navata con abside semicircolare illuminata da due monofore che intervallano la sequenza dei dodici apostoli affrescati sulla parete. Nel catino absidale è raffigurato invece un Cristo Pantocratore con i simboli dei quattro evangelisti. L'arco che separa l'abside dall'aula è decorato con tondi raffiguranti due profeti.
Nell'aula si ritrovano dei riquadri disposti su due registri con raffigurate le storie di San Giovanni Battista a sinistra e di San Ludovico di Tolosa a destra, opera di artisti ignoti.

### San Giovanni Battista
Gli affreschi sulla parete sinistra dell'aula raffigurano alcune scene della vita di San Giovanni Battista. Da destra (lato abside) a sinistra (lato ingresso), e dall'alto in basso, sono presenti i seguenti affreschi:
- prima fascia:
  - Apparizione dell'Arcangelo Gabriele e Zaccaria
  - Visitazione della Beata Vergine Maria
  - Nascita di San Giovanni
  - Zaccaria muto scrive il nome da dare al nascituro
  - Presentazione di Giovanni al Tempio
  - Giovanni nel deserto
  - Il Battista predica alle folle
  - Il battesimo delle folle
  - Giovanni battezza Gesù
- seconda fascia:
  - Rimprovero del Battista a Erode ed Erodiade
  - Giovanni in prigione riceve la visita di due discepoli
  - Gesù predica alle folle 
  - Decollazione e presentazione del capo di San Giovanni a Erode
  - Salomè offre il capo di Giovanni alla madre
  - Sepoltura di San Giovanni da parte dei discepoli
  - Erodiade fa seppellire la testa di San Giovanni
  - Dispersione delle ossa di San Giovanni
- terza fascia:
  - Incenerimento delle ossa di San Giovanni
  - Ritrovamento delle ossa di San Giovanni da parte dei monaci
  - I monaci consegnano le ossa di San Giovanni a Filippo, Vescovo di Gerusalemme
  - San Giovanni appare miracolosamente a due monaci e rivela il luogo dove è nascosta la sua testa
  - I monaci si dirigono al castello di Erode
  - Ritrovamento della testa di San Giovanni
  - Consegna della testa di San Giovanni a un Vescovo

### San Ludovico di Tolosa
Gli affreschi sulla parete destra dell'aula raffigurano alcune scene della vita di San Ludovico di Tolosa. Da sinistra (lato abside) a destra (lato ingresso), e dall'alto in basso, sono presenti i seguenti affreschi:
- prima fascia:
  - Il giovane Ludovico riceve i Francescani
  - Ludovico in preghiera è osservato dai fratelli
  - Il Re e la Regina affidano ai frati l'educazione del figlio Ludovico
  - Ludovico confida ai frati di aver fatto voto di castità
  - Ludovico chiede di essere ricevuto nell'Ordine dei frati francescani minori
  - Il Papa acconsente che Ludovico riceva l'abito francescano senza l'obbligo di compiere il noviziato
  - Ludovico fa la questua
  - Ludovico consacrato vescovo di Lione
  - Papa Bonifacio VIII nomina Ludovico Vescovo di Tolosa
- seconda fascia:
  - Ludovico riceve la disciplina dai fratelli
  - Ludovico zappa l'orto
  - Ludovico accoglie un lebbroso nel proprio letto
  - Ludovico lava i piedi ai mendicanti
  - Ludovico distribuisce l'elemosina
  - Ludovico dona la veste a un povero
  - Ludovico accoglie un pellegrino
  - Ludovico arriva a Brignoles e ha il presentimento della morte
  - Ludovico seduto sul letto protende le mani verso la croce
- terza fascia:
  - Ludovico riceve per l'ultima volta la comunione
  - Ludovico sul letto di morte
  - Trasporto della salma a Marsiglia